# Arabis tianschanica
Arabis tianschanica är en korsblommig växtart som beskrevs av Nikolai Vasilievich Pavlov. Arabis tianschanica ingår i släktet travar, och familjen korsblommiga växter. Inga underarter finns listade i Catalogue of Life.